# درو باري
درو باري (بالإنجليزية: Drew Barry)‏ مواليد 17 فبراير 1973 في أوكلاند، هو لاعب كرة سلة أمريكي سابق بدأ مسيرته الاحترافية في سنة 1996 وحمل الرقم 11 و12 و2 و10. يبلغ طوله 6 قدم 5 بوصة (2.0 م). اعتزل اللعب في 2003.

## فرق لعب لها
- أتلانتا هوكس
- سيدني كينجز
- غولدن ستايت ووريورز
- بالاكانسترو فاريزي

## روابط خارجية
- درو باري على موقع إن بي أي (الإنجليزية)
- درو باري على موقع سبورتس رفرنس (الإنجليزية)
- درو باري على موقع كرة السلة الأوروبية.كوم (الإنجليزية)
- درو باري على موقع كلية كرة السلة في سبورتس رفرنس.كوم (الإنجليزية)
- درو باري على موقع ريلجم (الإنجليزية)
- درو باري على موقع بروبوليرز (الإنجليزية)
- درو باري على موقع سبورتس رفرنس (الإنجليزية)